# Мока (округ)
Мока (англ. Moka) - округ Маврикія, розташований в центрі острова Маврикій. Згідно перепису 2010 року, чисельність населення становить 81 288 осіб, район займає площу 230,5 км², щільність населення - 352,66 чол./км². Тут знаходиться Університет Маврикію.